# Infestissumam
Infestissumam (ortografia alternativa do Latim infestissimam, superlativo feminino significando "[para a] muito / mais hostil", usado pela banda como "o mais hostil" ou "a maior ameaça" em referência ao anticristo) é o segundo álbum de estúdio da banda sueca de rock Ghost, produzido por Nick Raskulinecz, lançado em 10 de abril de 2013.

## História
Em uma entrevista no início de 2012, um "Ghoul Anônimo" (a Nameless Ghoul, como na época se identificavam todos os membros da banda) anunciou que o grupo havia concluído as composições para o que viria a ser o segundo álbum. Em março deste mesmo ano, foi anunciada a gravação de "I'm a Marionette", cover de um single homônimo de autoria do grupo sueco ABBA.
Em 14 de dezembro de 2012, o site SecularHaze.com foi criado pela banda e promovido por sua conta oficial no Facebook. A página continha um relógio em contagem regressiva e cinco velas que, sob interação, reproduziam cada uma faixa (duas guitarras, baixo, bateria e teclado) do mix final, até a presente data representando uma das únicas oficialmente publicadas fontes de stems de estúdio do grupo. No dia seguinte, o single "Secular Haze" foi publicado pela conta oficial no YouTube. No final do mesmo dia, a banda tocou, em um concerto especial em sua cidade natal, Linköping, o álbum de estreia Opus Eponymous na íntegra, seguido de "Secular Haze" e "I'm a Marionette". Imediatamente antes do início do novo single, o frontman e vocalista Papa Emeritus (até então, falto de numeração régia), deixou o palco e deu lugar à figura de Papa Emeritus II, que encabeçaria o segundo álbum. Logo após o término do concerto, o site SecularHaze.com foi atualizado com a inclusão de uma sexta vela, adicionando ao arranjo instrumental os vocais do novo pontífice.
Quatro dias depois, a banda anunciou o título de seu segundo álbum de estúdio, Infestissumam, junto com a criação do site Infestissumam.com, que listava as faixas do álbum. Comentando sobre sua temática, um dos Ghouls Anônimos explicou que o álbum anterior tinha como última faixa "Genesis" em alusão ao nascimento do anticristo, e que Infestissumam deveria seguir a partir daí.
A canção "Secular Haze" foi o primeiro single do álbum, distribuído gratuitamente em formato de download digital para os assinantes da lista de e-mail da banda no dia 15 de dezembro. Uma tiragem limitada em vinil de 10" foi lançada pouco tempo depois, tendo como lado B o cover de "I'm a Marionette", figurando Dave Grohl como baterista e produtor. Posteriormente, a banda gravou em Linköping um videoclipe para o single, sob a direção de Amir Chamdin.

### Polêmica com fabricantes nos EUA
O lançamento de Infestissumam foi originalmente planejado para 9 de abril de 2013, mas as influências artísticas da banda acarretaram entraves logísticos nos Estados Unidos. De acordo com um Ghoul Anônimo, quatro fabricantes de CDs estadunidenses se recusaram a imprimir os discos em razão da retratação de uma orgia com alusões blasfemas em uma das ilustrações que acompanhariam a Deluxe Edition. Ao invés de atrasar ainda mais o lançamento do álbum, postergada para 16 de abril, a banda optou por trocar a arte pela mesma da edição normal no mercado estadunidense, resultando em uma versão distinta das distribuídas globalmente.

### Vazamento
Em 4 de abril, o álbum vazou e começou a ser compartilhado em formato MP3 em sites de pirataria. A origem do vazamento não foi identificada e a banda não se pronunciou sobre o ocorrido.

## Faixas
| N.º            | Título                  | Duração |  |
| 1.             | "Infestissumam"         | 1:42    |  |
| 2.             | "Per Aspera ad Inferi"  | 4:09    |  |
| 3.             | "Secular Haze"          | 5:11    |  |
| 4.             | "Jigolo Har Megiddo"    | 3:59    |  |
| 5.             | "Ghuleh/Zombie Queen"   | 7:29    |  |
| 6.             | "Year Zero"             | 5:50    |  |
| 7.             | "Body and Blood"        | 3:43    |  |
| 8.             | "Idolatrine"            | 4:23    |  |
| 9.             | "Depth of Satan's Eyes" | 5:25    |  |
| 10.            | "Monstrance Clock"      | 5:53    |  |
| Duração total: | Duração total:          | 47:48   |  |

| Deluxe Edition |                                              |         |  |
| N.º            | Título                                       | Duração |  |
| 11.            | "La Manta Mori"                              | 5:14    |  |
| 12.            | "I'm a Marionette" (cover de ABBA)           | 4:52    |  |
| 13.            | "Secular Haze" (vídeo bônus da iTunes Store) | 5:20    |  |
| Duração total: | Duração total:                               | 1:03:15 |  |

## Desempenho nas paradas
| Ano  | Parada musical                | Posição de pico |
| ---- | ----------------------------- | --------------- |
| 2013 | Australian Albums Chart       | 62              |
| 2013 | Finnish Albums Chart          | 5               |
| 2013 | Greek Albums Chart            | 22              |
| 2013 | Norwegian Albums Chart        | 8               |
| 2013 | Swedish Albums Chart          | 1               |
| 2013 | UK Albums Chart               | 35              |
| 2013 | US Billboard 200              | 28              |
| 2013 | US Billboard Hard Rock Albums | 1               |
| 2013 | US Billboard Top Rock Albums  | 10              |